# Blyvalltjärnen
Blyvalltjärnen är en sjö i Sorsele kommun i Lappland och ingår i Umeälvens huvudavrinningsområde. Blyvalltjärnen ligger i Vindelälven Natura 2000-område.